# Leptodactylus myersi
Leptodactylus myersi es una especie de ránidos de la familia Leptodactylidae.

## Distribución geográfica
Se encuentra en Brasil, la Guayana Francesa, Surinam y, posiblemente, a Guyana.